# Osroène

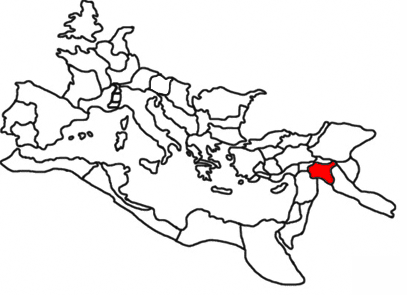
L'Osroène en tant que province de l'Empire romain.

L'Osroène (grec Ὀσροηνή), souvent orthographiée « Osrhoène », est une région de l'Asie mineure (sud-est de l'Anatolie orientale, nord-ouest de la Mésopotamie), bornée au nord par les Monts Taurus, au sud et à l'est par le Chaboras (rivière Khabur), à l'ouest par l'Euphrate, et qui eut pour capitale Édesse (aujourd'hui Şanlıurfa, en Turquie). La région a été le berceau d'un État important dès le IIe millénaire av. J.-C., appelé Hourri (« grottes ») par les Babyloniens, en raison de nombreuses grottes situées dans la chaîne du Nemrut Dag.
L'Osroène acquiert son indépendance à la suite de l'effondrement de l'Empire séleucide. Elle a constitué de 132 av. J.-C. à 216 apr. J.-C. un petit royaume indépendant dirigé par une dynastie d'origine arabe, dont les souverains portent le plus souvent le nom d'Abgar  ou de Manu,. Ce royaume a souvent été appelé du nom de sa capitale, « royaume d'Édesse ». La langue parlée est le syriaque. 
Il a longtemps servi de tampon entre l’Empire romain et celui des Parthes. La région est conquise par l'empereur romain Trajan (98-117). Sous Hadrien, elle retrouve une certaine autonomie, mais devient à partir de ce moment un royaume client de l'Empire romain. En 163, elle s'allie avec l'Empire parthe contre les Romains. Elle devient une province romaine en 216. Plus tard, au IVe siècle, elle dépend du diocèse d'Orient.

## Histoire

### Période hellénistique
Lors de la victoire d'Alexandre le Grand (-336/-323) sur les Perses achéménides et de sa libération, la ville principale appelée Urhai est occupée par une population araméenne. En -303, les Macédoniens reconstruisent la ville et la rebaptisent Édesse, en souvenir d'une cité de leur pays (selon l'historien et le géographe grec Appien et Étienne de Byzance). La ville devient alors la capitale de la province d'Osroène et est peuplée, ainsi que plusieurs autres villes, de vétérans de l'armée.
Vers -132 (ou -136), un roitelet local, Aryu ou Ariou, (-132/-127 ou -136/-127), s'affranchit des Séleucides qui gouvernent la ville et fonde une monarchie indépendante avec Édesse pour capitale. À part quelques souverains d'origine arménienne ou parthe, la plupart sont nabatéens. Ce royaume, quelquefois appelé « principauté des Abgars » (onze souverains portent ce nom), joue sur la rivalité entre les Romains et leurs voisins Perses pour conserver son autonomie pendant près de quatre siècles, malgré les diverses armées qui traversent son histoire.

### L'Osroène auIersiècleav. J.-C.
Selon Pline l'Ancien, à l’époque romaine, les habitants de l'Osroène et de la Commagène sont des Arabes et leurs souverains auraient porté le titre de phylarque (chef d’une phylé) ou toparque (magistrat). Abgar II est décrit comme un « phylarque arabe » par Plutarque et Abgar V est décrit comme « roi des Arabes » par Tacite.
Le royaume s'étend au nord jusqu'aux Monts Taurus, à l'ouest jusqu'à l'Euphrate, qui le sépare de la Commagène, et à l'est jusqu'au Tigre. Il comprend, à part Édesse, des villes importantes comme Carrhes, Nisibe (en Mésopotamie), Rhesaena, Saroug, Singara (Sinjar, Irak), Zeugma sur l'Euphrate, constituant la réunion des villes d'Apamée (rive gauche) et de Séleucie de l'Euphrate (rive droite) et un passage obligé pour les caravanes. Cette description correspond à l'apogée du royaume au Ier siècle av. J.-C.

Carte situant l'Osroène, l'Adiabène, la Gordyène (ou Corduène),, la Sophène, la Commagène et l'Atropatène à l'époque de l'apogée de l'Arménie sous Tigrane II.

### Vassale de l'Arménie
Sous Tigrane II d'Arménie (95 à 55 av. J.-C.), l'Osroène devient vassale du royaume d'Arménie.
En 85 av. J.-C., Tigrane II rejette la vassalité de l'Arménie envers les Parthes, il récupère des territoires qu'il avait dû leur céder, pille le pays parthe, et impose sa suzeraineté sur plusieurs territoires parthes, dont l'Osroène, l'Adiabène, la Gordyène et l'Atropatène, l'Arzanène (pays d'Ardzène, vers le haut du Tigre) et la Mygdonie (ou pays de Nisibe). « Les dynastes ou rois de ces provinces conservent leur couronne, mais comme vassaux du nouveau “Grand Roi” ». Tigrane prend en effet le titre de « roi des rois », réservé aux souverains parthes.

### Bataille de Carrhes
À l'époque du premier triumvirat, Édesse est l'alliée des Romains. En 53, le proconsul Crassus, à la tête d'une armée de 42 000 hommes, franchit l'Euphrate sur les conseils d'un faux allié, le roi d'Osroène, appelé Augarus ou Acbarus,, et attaque la Mésopotamie dans le but de prendre Séleucie du Tigre. Mais il est trahi par ce même Abgar qui change de camp pour se ranger du côté des Parthes au cours même de la bataille de Carrhes après avoir conduit les troupes romaines dans un piège. La bataille de Carrhes eut lieu le 9 juin 53 av. J-C. Crassus fut battu ; son fils trouva la mort au cours du combat et le consul lui-même périt pendant la retraite,,. Cette sévère défaite des Romains oblige le roi d'Arménie Artavazde II à entrer dans l'alliance Parthe. L'Osroène et l'Adiabène repassent sous la vassalité des Parthes. De plus, les Romains conservent depuis cette bataille une crainte respectueuse des capacités militaires des Parthes.

### Pertes au profit de l'Adiabène
Au Ier siècle, sous Monobaze Ier d'Adiabène (v. 20 - v. 30), plusieurs territoires qui appartiennent à l'Osroène à l'époque de la bataille de Carrhes (-53) sont passés sous le contrôle du royaume voisin d'Adiabène. C'est le cas de Singara, mais aussi de la région de la rivière Khabour qui dépendent de l'Osroène à l'époque de Tigrane II d'Arménie, tout comme la région de la ville de Carrhes. Ce mouvement est encore renforcé lorsque dans les années 30, Artaban III donne le territoire de Nisibe au roi d'Adiabène Izatès II pour le remercier de son aide décisive qui lui a permis de remonter sur le trône parthe. À ce moment-là, le royaume d'Osroène semble se limiter au territoire autour d'Édesse. C'est d'ailleurs à ce moment que l'appellation « roi d'Édesse » commence à être préférée à l'appellation « roi d'Osroène » pour les Abgar. Toutefois, Zeugma est toujours sous leur contrôle et avec elle le passage de l'Euphrate, stratégique tant sur le plan militaire que commercial.
Culturellement, le christianisme commence à essaimer hors de Palestine sur le Proche-Orient, l'Osroène et Edesse sont dans les premières régions touchées après Antioche.

### Tutelle romaine
Plus tard, Abgar VII Bar Ezad est détrôné en 114 lors de l'offensive contre les Parthes dirigée par l'empereur romain Trajan, qui conserve la ville sous sa tutelle deux ans avant de la laisser à deux princes étrangers, Yalur et Parthamaspatès. En 123, Ma'Nu VII Bar Ezad, frère d'Abgar VII, réussit à reprendre le trône. À partir de cette époque, comme beaucoup de régions sous tutelle romaine, les monnaies sont frappées avec l'effigie du souverain régnant d'un côté et celle de l'empereur romain de son époque au dos.
En 163 lors d'un nouveau conflit entre Romains et Parthes, Wa'Il Bar Sahru prend les Parthes comme alliés dans sa lutte contre les Romains. Le général romain Avidius Cassius réoccupe l'Osroène en 164 et poursuit sa contre-offensive jusqu'en Mésopotamie. À la fin de cette guerre en 166, Rome maintient des garnisons stratégiques en Osroène.

## Province romaine

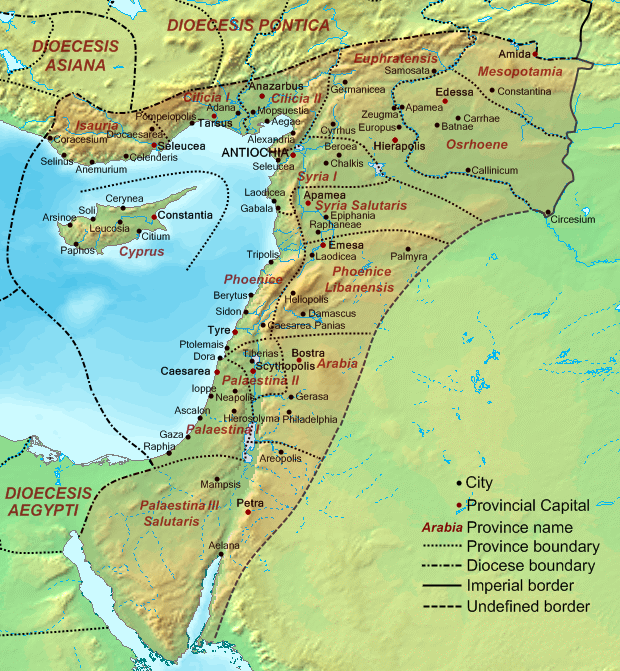
La province romaine d'Osroène dans le diocèse d'Orient.

L'Osroène est annexé comme province romaine par Caracalla en 216. L'Osroène passe peut-être en 244 sous la mouvance perse sassanide par le traité de paix désavantageux signé par Phillipe, empereur fraîchement proclamé et pressé de regagner Rome. Valérien y est battu et capturé par le sassanide Chapour Ier à la bataille d'Édesse en 260. La région passe sous le contrôle de Palmyre à la suite des victoires d'Odénat sur les Perses en 262. Après les succès de Carus puis de Galère contre les Perses à la fin du IIIe siècle, la province d'Osroène est intégrée dans le diocèse romain d'Orient.

## Souverains de l'Osroène

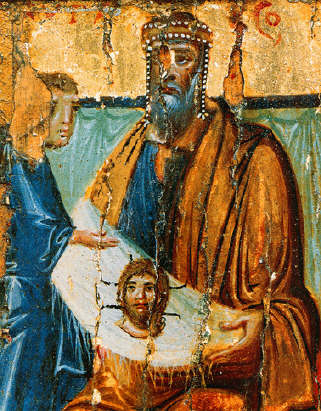
Le roi Abgar V recevant le Mandylion, censé être le visage de Jésus imprimé miraculeusement sur un linge (icône du X).

La liste des souverains d'Osroène est en général reconstituée comme ci-dessous (les noms et les dates jusqu'à Abgar V doivent être regardés avec précaution).
- Aryu (132 - 127 av. J.-C.) ;
- Abdu bar Maz'Ur (127 - 120  av. J.-C.) ;
- Fardhasht bar Gebar’u (120 - 115  av. J.-C.) ;
- Bakru I bar Fradašt (115  -112  av. J.-C.) ;
- Bakru II bar Bakru (112 - 94  av. J.-C.) ;
  - Bakru II bar Bakru, co-roi (94 - 92  av. J.-C.) ;
  - Ma'Nu I, co-roi (94 - 92  av. J.-C.) ;
  - Abgar I Figo ou Piqa, co-roi, (94 - 92  av. J.-C. ) ;
- Abgar I Figo ou Piqa (92 - 68  av. J.-C.) ;
- Abgar II bar Abgar (68  -53  av. J.-C.) ;
- Inter-règne (53 - 52)
- Ma'Nu II Aloha (52 - 34  av. J.-C.) ;
- Faquri ou Paqor (34 - 29  av. J.-C.) ;
- Abgar III (29 - 26  av. J.-C.) ;
- Abgar IV Sumoqo (26 - 23  av. J.-C.) ;
- Ma'Nu III Saphul (23 - 4  av. J.-C.) ;
- Abgar V Ukomo bar Ma'Nu (4  av. J.-C. - 7  ap. J.-C.) ;
- Ma'Nu IV bar Ma'Nu (7 - 13) ;
- Abgar V Ukomo bar Ma'Nu (13 - 50) ;
- Ma'Nu V (50 - 57) ;
- Ma'Nu VI (57 - 71) ;
- Abgar VI bar Ma'Nu (71 - 91) ;
- Sanatruk (91 - 109), (roi arsacide d'Osroène, d'Adiabène et d'Arménie aussi appelé Xosroes) ;
- Abgar VII bar Ezad (109 - 116) ;
- Inter-règne romain (116 - 118) ;
  - Yalur, co-roi (118 - 122), vassal des Parthes ;
  - Parthamaspatès, co-roi (118 - 123), vassal de Rome ;
- Ma'Nu VII bar Ezad (123 - 139) ;
- Ma'Nu VIII bar Ma'Nu (139 - 163) ;
- Wa'Il bar Sahru (163 - 165) ;
- Ma'Nu VIII bar Ma'Nu (165 - 167) ;
- Abgar VIII Philoromaios (167 - 177) ;
- Abgar IX (179 - 212) ;
- Severus bar Ma'Nu (212 - 214) ;
- Abgar X Severus bar Abgar IX (214 - 216) ;
- Ma'Nu IX bar Abgar X Severus (216 - 242) ;
- Abgar XI Frahad bar Ma'Nu (242 - 244).

#### Antiquité romaine
- Province romaine,Gouverneur romain,
- Liste de voies romaines,
- Antiquité tardive, Notitia dignitatum,
- Liste des diocèses de l'Empire romain tardif, Liste des provinces du Bas-Empire

- Relations perso-romaines (en) (de -92 à +628) à incidences sur les zones voisines (relevant du diocèse du Pont)
  - Romains en Perse (en) (Parthie/Iran)
  - Guerres perso-romaines (de -54 à +628)
  - Guerre parthique de Trajan (114-115 et 116-117)), guerre romano-parthique de 161-166, guerres romano-parthes (de -66 à +217)
  - provinces romaines d'Arménie (en) (114-118)
  - Influence romaine en Albanie du Caucase (en) (Azerbaïdjan actuel)
  - Géorgie romaine (en), royaume de Lazique (131-697, Géorgie de l'Ouest)
- Diocèse d'Antioche/d'Orient
  - Assyrie (province romaine) (116-118)
  - Mésopotamie (province romaine) (116-118, 198-637)
  - Osroène (province romaine) (en) (214-637)